# Ed Easley
Edward Michael Easley (né le 21 décembre 1985 à Memphis, Tennessee, États-Unis) est un receveur de baseball sous contrat avec les Pirates de Pittsburgh de la Ligue majeure de baseball.

## Carrière
Joueur des Bulldogs de l'université d'État du Mississippi, Ed Easley est un choix de première ronde des Diamondbacks de l'Arizona au repêchage amateur de 2007. Choisi 61e au total, Easley est une sélection que les Diamondbacks effectuent en compensation de la perte de l'agent libre Miguel Batista,. Easley joue en ligues mineures de 2007 à 2013 dans l'organisation des Diamondbacks et gradue au niveau Triple-A à sa dernière saison, après deux ans dans le Double-A. En 2013 avec les Aces de Reno, le receveur mène la Ligue de la côte du Pacifique en retirant 35,7 pour cent des coureurs adverses en tentative de vol.
Après 7 saisons en ligues mineures dans l'organisation des Diamondbacks, Easley devient agent libre et signe en novembre 2013 un contrat avec les Cardinals de Saint-Louis. Il dispute la saison 2014 avec leur club-école de Memphis, où il retire 42 pour cent des coureurs adverses en tentative de vol. 
Après 679 matchs joués en plus de 8 ans dans les mineures, Easley, 29 ans, obtient enfin sa chance dans les majeures lorsqu'il est rappelé par les Cardinals, après avoir frappé dans une moyenne au bâton de ,340 en mai pour Memphis. Il fait ses débuts dans le baseball majeur le 29 mai 2015 pour Saint-Louis face aux Dodgers de Los Angeles. Il joue 4 matchs des Cardinals en 2015.
Easley est invité au camp d'entraînement 2016 des Pirates de Pittsburgh.